# Real Steel
Real Steel (bra: Gigantes de Aço; prt: Puro Aço) é um filme indo-norte-americano de ficção científica e drama de ação, estrelado por Hugh Jackman e dirigido por Shawn Levy. É baseado no conto "Steel" de Richard Matheson, publicado em 1956 e adaptado para um episódio de Twilight Zone em 1963. O filme foi lançado em 7 de outubro de 2011.
Os direitos do filme pertencem à DreamWorks II Distribution Co.,LLC.

## Elenco
| Personagem     | Ator(es)         |
| -------------- | ---------------- |
| Charlie Kenton | Hugh Jackman     |
| Max Kenton     | Dakota Goyo      |
| Ricky          | Kevin Durand     |
| Bailey Tallet  | Evangeline Lilly |
| Debra          | Hope Davis       |
| Finn           | Anthony Mackie   |
| Farra Lemkova  | Olga Fonda       |
| Marvin         | James Rebhorn    |
| Tak Mashido    | Karl Yune        |
| Kingpin        | John Gatins      |

## Recepção
Real Steal teve uma recepção mista para positiva por parte da crítica especializada. Com classificação de 60% em base 210 críticas, o Rotten Tomatoes publicou um consenso: "Premissa boba não obstante, este é um filme de Hollywood bem-feito: a ação emocionante e excitante, com apenas caracterização suficiente". No Metacritic tem uma pontuação de 56/100 em base de 34 avaliações profissionais.

## Produção
Real Steel é dirigido por Shawn Levy e é baseado num conto de 1956, chamado Steel, de Richard Matheson. O filme foi produzido pela DreamWorks Pictures, Reliance Entertainment, 21 Laps, e Montford/Murphy Productions. O roteiro foi originalmente escrito por Dan Gilroy e em 2005, é adquirido pela DreamWorks, por US$ 850 mil. Foi um dos 17 projetos que a DramWorks rapinou de Paramount Pictures, quando as empresas se-separaram em 2008. Diretor Peter Berg, manifestou interesse pelo projeto em meados de 2009, porém não foi além. Em setembro de 2009, o diretor Levy é anexado ao projeto e Jackman escalado para o papel de protagonista em novembro de 2009, para receber uma taxa de U$ 9 milhões. No mesmo mês, Steven Spielberg que é co-fundador da DreamWorks e Stacey Snider dão sinal verde para o projeto. Os roteiristas Les Bohem e Jeremy Leven tinha trabalhado em um roteiro, baseando na história de Gilroy, mas em 2009, John Gatins estava trabalhando em um novo projeto. Logo depois que Levy entrou para o projeto, ele trabalhou conjunto de Gatins, para fazer as modificações finais no roteiro.